# Ledören, Korsholm
Ledören är en udde i Finland.   Den ligger i den ekonomiska regionen  Vasa  och landskapet Österbotten, i den västra delen av landet, 400 km nordväst om huvudstaden Helsingfors.
Terrängen inåt land är mycket platt. Havet är nära Ledören åt sydväst.  Närmaste större samhälle är Replot, 13,5 km öster om Ledören. 